# Serbisk-bulgariska kriget

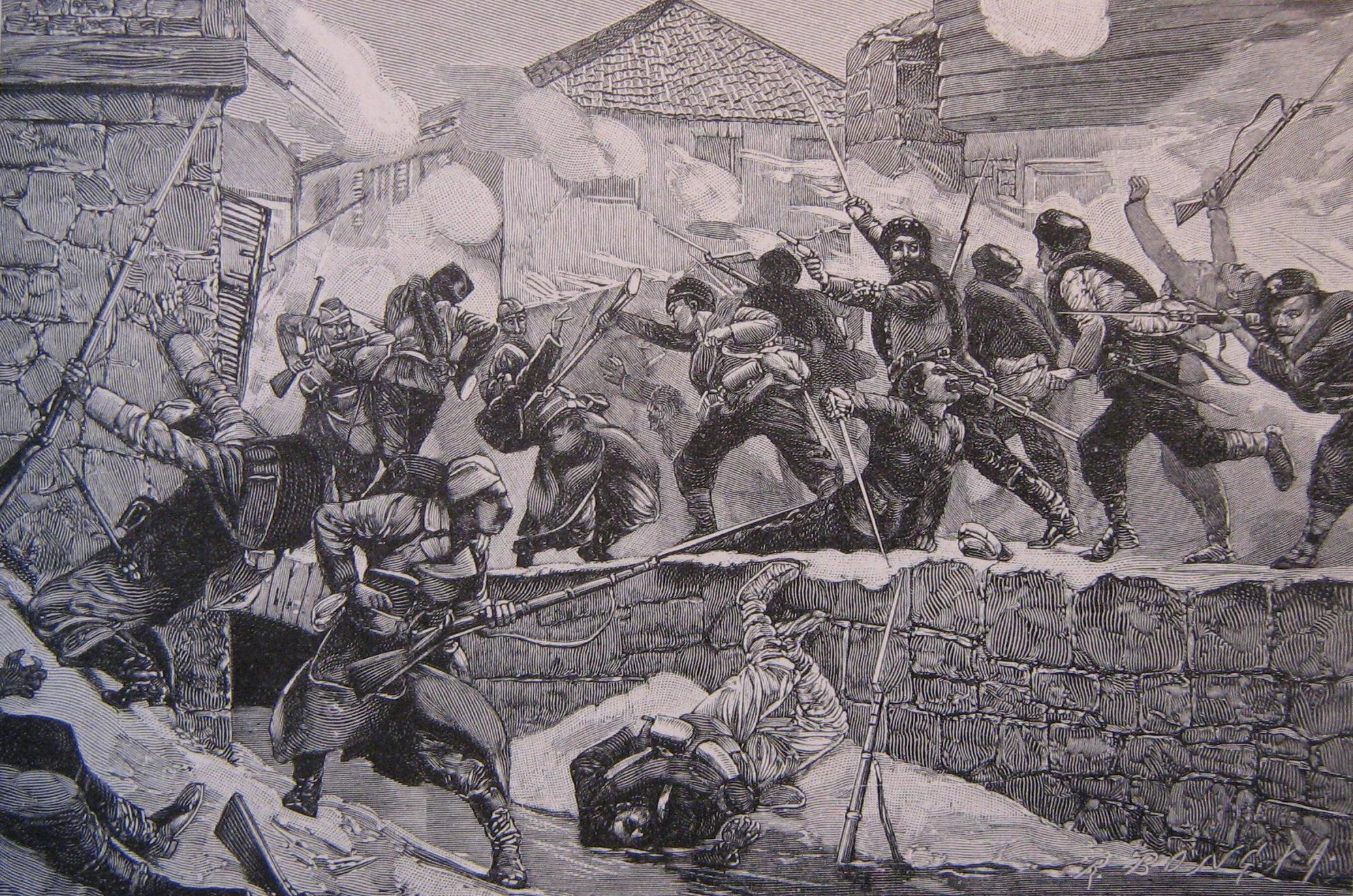
Bulgariska soldatet stormar den serbiska staden Pirot, november 1885.

Serbisk-Bulgariska kriget var ett krig mellan Serbien och Bulgarien 14–28 november 1885.

## Bakgrund
Genom freden i San Stefano efter Rysk-turkiska kriget bestämdes det att ett bulgariskt furstendöme som sträckte sig till Egeiska havet i söder och omfattandes i väster av Ochrid och Pirot. På Berlinkongressen inskränktes dock Bulgarien, som blev tvingad att betala tribut till sultanen, till att omfatta landet mellan Donau och Balkan, samt området runtom Sofia. Söder därom bildades det autonoma turkiska, Östrumelien. Efter en revolution 1885 anslöt sig dock Östrumelien till Bulgarien, något som ansågs vara ett hot mot Serbiens ställning, och den 14 November 1885 förklarade Serbien krig mot Bulgarien

## Kriget
Serbiska armén inledde kriget när de korsade den bulgariska gränsen i tre kolumner, som alla marscherade mot Sofia. Framgångarna uteblev dock och serberna besegrades i slaget vid Slivnitza, vilket tvingade dem att dra sig tillbaka över gränsen. Den bulgariska armén intog därefter Pirot och tog även de kringliggande kullarna efter en stormning  den 28 november 1885. Vägen låg nu tillgänglig mot Belgrad, men Österrike-Ungern intervenerade till Serbiens försvar och tvingade fram en fred genom fördraget i Bukarest 1886 utan några gränsändringar.